# باتريك فراي
باتريك فراي (بالألمانية: Patrick Frey ) (و. 1951 – م) هو ممثل، وكاتب سيناريو من سويسرا . ولد في برن.

## روابط خارجية
- باتريك فراي على موقع IMDb (الإنجليزية)
- باتريك فراي على موقع ألو سيني (الفرنسية)
- باتريك فراي على موقع أول موفي (الإنجليزية)
- باتريك فراي على موقع قاعدة بيانات الفيلم (الإنجليزية)
- باتريك فراي على موقع كينوبويسك (الروسية)